# Amphorocalyx
- Commons
- Wikispecies

Amphorocalyx Baker  é um género botânico pertencente à família Melastomataceae.

## Espécies
Apresenta cinco espécies:
- Amphorocalyx albus Jum. & H.Perrier
- Amphorocalyx auratifolius H.Perrier
- Amphorocalyx latifolius H.Perrier
- Amphorocalyx multiflorus Baker
- Amphorocalyx rupestris H.Perrier